# Яновец-Велькопольски
Яновец-Велькопольски (пол. Janowiec Wielkopolski)  —  город  в Польше, входит в Куявско-Поморское воеводство,  Жнинский повят.  Имеет статус городско-сельской гмины. Занимает площадь 2,88 км². Население — 4133 человека (на 2004 год).

## История
Первым письменным документом, свидетельствующим о существовании Яновца, названным тогда Яновым Млыном, является документ, от великопольского князя Пшемислава II, за 1295 год.